# محاصره معبد نگورو
محاصره معبد نگورو (به ژاپنی: 根来寺の戦い Negoro-ji no Tatakai) نبردی است که در سال ۱۵۸۵ بین نیروهای تویوتومی هیده‌یوشی و راهبان معبد نگورو رخ داد.